# Josip Merković (antifašistički borac)
Josip (Joso) Merković (umro 1942.) bio je bački hrvatski antifašistički borac. 
Nakon mađarske okupacije Bačke i pripajanja Horthyjevoj Mađarskoj, dio Hrvata se dao u oružani otpor i sabotaže novim mađarskim vlastima. Kao i brojni subotički Hrvati NOP-ovci bio je osuđen na smrt u odsutnosti. Josip Merković nije uspio pobjeći; zimi 1942. ubili su ga žandari dok se krio po slamama.
Danas se u Subotici jedna ulica zove po Josipu Merkoviću.